# حزب دموکرات آلمان

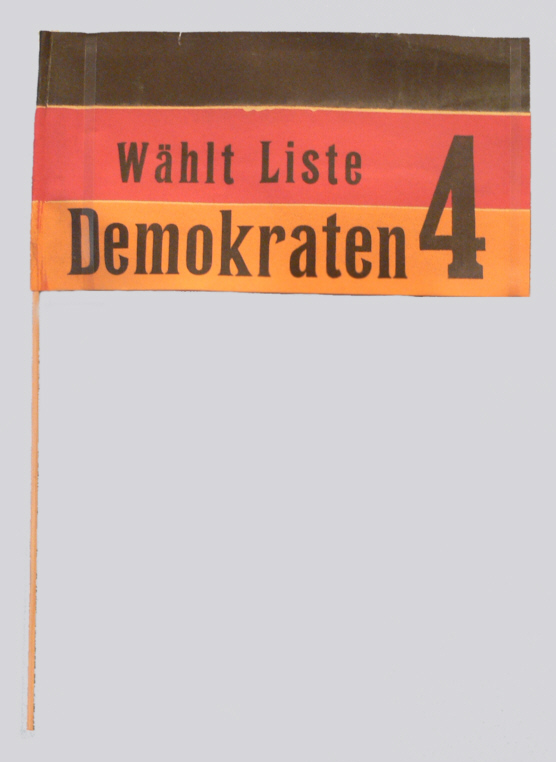
پرچم حزب دموکرات آلمان

حزب دموکرات آلمان (به آلمانی: Deutsche Demokratische Partei, DDP) حزبی آلمانی بود که در ۱۹۱۸ از سوی رهبران پیشین حزب ترقی‌خواه خلق(به آلمانی: Fortschrittliche Volkspartei)، اعضای چپ‌گرای حزب ناسیونال لیبرال(به آلمانی: Nationalliberale Partei) و گروهی که خود را دموکرات‌ها می‌خواندند بنیاد نهاده‌شد.
حزب دموکرات آلمان گرایش‌های چپ داشت. همچنین حزبی با تمایلات ملی و از مخالفان پیمان ورسای بود. در کنار این گرایش‌های ناسیونالیستی، همچنین باورمند با تعامل با همهٔ جهان و پاسداری از اقلیت‌ها در جامعه بود. تا پیش از برآمدن نازی‌ها این حزب برای این موضع به طعنه حزب یهودی‌ها خوانده می‌شد.
در ۱۹۳۰ این حزب به حزب دولت آلمان (به آلمانی: Deutsche Staatspartei, DStP) تغییر نام یافت و سرانجام با فشار نازی‌ها در ۱۹۳۳ منحل‌گردید.
از اعضای سرشناس این حزب می‌توان از هیالمار شاخت و ماکس وبر نام‌برد. پس از ۱۹۴۵ و اشغال آلمان، اعضای پیشین این حزب جذب حزب‌هایی چون حزب دموکرات آزاد آلمان و اتحادیه دموکرات مسیحی آلمان شدند.